# Gréta Szakmáry
Gréta Szakmáry (Nyíregyháza, 31 dicembre 1991) è una pallavolista ungherese, schiacciatrice dell'AGIL.

## Carriera

### Club
La carriera di Gréta Szakmáry comincia nella stagione 2006-07 con il Nyíregyháza, in Nemzeti Bajnokság I, con cui, in cinque annate di permanenza, vince la Coppa d'Ungheria 2006-07 e, nella stessa stagione, lo scudetto. Per il campionato 2010-11 si accasa al Gödöllõ, mentre in quello 2015-16 passa al Békéscsabai, sempre nella massima divisione ungherese, conquistando due Coppe d'Ungheria e due scudetti.
Nella stagione 2017-18 si trasferisce per la prima volta all'estero, ingaggiata dallo Schweriner, in 1. Bundesliga con cui si aggiudica quattro Supercoppe, un campionato e due Coppe di Germania. Nell'annata 2021-22 accetta l'offerta della società turca dell'Aydın BB, in Sultanlar Ligi, impreziosendo il suo palmarès con il successo in BVA Cup.
Nella stagione 2022-23 approda alla Cuneo Granda, nella Serie A1 italiana; resta nella stessa divisione anche nell'annata successiva, vestendo la maglia dell'AGIL, con cui si aggiudica la WEVZA Cup e la Challenge Cup.

### Nazionale
Nel 2007 fa parte della nazionale ungherese Under-18, mentre l'anno successivo è in quella Under-19.
Nel 2011 ottiene le prime convocazioni nella nazionale maggiore. Nel 2015 vince la medaglia d'oro all'European League, mentre nel 2018 conquista l'argento all'European Golden League, dov'è premiata come miglior schiacciatrice.

## Palmarès

### Club
- Campionato ungherese: 3

2006-07, 2015-16, 2016-17
- Campionato tedesco: 1

2017-18
- Coppa d'Ungheria: 3

2006-07, 2015-16, 2016-17
- Coppa di Germania: 2

2018-19, 2020-21
- Supercoppa tedesca: 4

2017, 2018, 2019, 2020
- Challenge Cup: 1

2023-24
- Middle European League: 1

2016-17
- BVA Cup: 1

2021
- WEVZA Cup: 1

2023

### Nazionale (competizioni minori)
- European League 2015
- European Golden League 2018

### Premi individuali
- 2018 - European Golden League: Miglior schiacciatrice